# Concrete and Clay
Concrete and Clay — сингл, выпущенный в феврале 1965 года британской поп-группой Unit 4 + 2.
Занял первую строчку UK Singles Chart в начале апреля 1965 года. Песня написана участниками группы Томми Мёллером (р. 23 февраля 1945) и Брайаном Паркером (1939 или 1940—17 февраля 2001).

## Кавер-версии
Песня имела такой успех, что уже в  том же году на неё было выпущено несколько кавер-версий на других языках. Так, Ришар Антони спел свою версию хита, названную «Comment fait-elle?», а шведская певица Лилл Линдфорс назвала свою версию песни «Du för mig». Версия немецкого певца Хорста Виганда называлась «Ein Fremder kam vorbei», а финского певца Джонни — «Tunti Vain».
В 1976 Рэнди Эдельман выпустил кавер-версию трека, которая в марте поднялась на 11 место в британском хит-параде.
В 1986 немецкая поп-группа Hong Kong Syndikat с кавер-версией трека достигла 26 строчки в хит-параде Германии, а в 1987 заняла с ней 12-е место во французском чарте.